# Grindelia hirsutula
Espèce
Grindelia hirsutula est une espèce de plantes de la famille des Astéracées originaire d'Amérique du Nord.